# Bloc pour la démocratie et l'intégration africaine
Le Bloc pour la démocratie et l’intégration africaine (BDIA, « Faso Jiggi » en Bambara) est un parti politique malien créé en 1993. Il est présidé par Souleymane Makamba Doumbia

## Histoire

### 1993-2002 un parti d’opposition
Il a été créé en avril 1993 par une scission au sein de l’US-RDA à l’initiative de Tiéoulé Mamadou Konaté son premier président qui décède accidentellement en octobre 1995.
Lors du premier congrès, ce parti se réclamant de l’opposition au président Alpha Oumar Konaré, a élu à sa présidence Hamaciré N'Douré, avocat et ancien ministre du président Modibo Keïta et sous le régime militaire de Moussa Traoré.
En 1997, après l’annulation des élections législatives d’avril, le BDIA, regroupé avec d’autres partis au sein du Coppo (Collectif des partis politiques de l’opposition), boycotte les élections législatives du 20 juillet 1997 ainsi que les élections communales l’année suivante. Cependant, il décide de présenter des listes pour les élections communales de 1999, ce qui lui permet d’obtenir 375 conseillers communaux
En 2001, lors du 2e congrès du parti, Ibrahim Bocar Bah devient président du BDIA. 

### Depuis 2002, un soutien à Amadou Toumani Touré
Pour l’élection présidentielle de 2002, le BDIA soutient la candidature de Amadou Toumani Touré. En juillet 2002, le BDIA fait partie de la coalition « Alliance Alternance et changement » (ACC) qui soutient le président Amadou Toumani Touré et obtient trois députés. Le BDIA entre au gouvernement d’Ahmed Mohamed ag Hamani avec N’Diaye Fatoumata Coulibaly en qualité de ministre du Développement social et de la Solidarité. Ibrahim Bocar Bah est nommé ambassadeur à Bruxelles par le président. 
La succession d’Ibrahim Bocar Bah à la tête du parti a entraîné un déchirement. Les partisans d’un des candidats, Djibril Souleymane N’Diaye, ont contesté l’élection de Souleymane Makanba Doumbia lors du congrès tenu à Bamako le 28 mai 2005 et décidé de démissionner de leurs postes de responsables au sein du parti.
En 2007, le BDIA soutient dès le premier tour de l’élection présidentielle la candidature du président sortant Amadou Toumani Touré au sein de l’Alliance pour la démocratie et le progrès et obtient un seul député aux élections législatives.

### Vers la reconstitution de la grande famille de l’US-RDA
En février 2008, une délégation du  BDIA conduite par son président Souleymane Makamba a été reçu par Badra Alou Macalou, secrétaire général du Bureau Exécutif National de l'US-RDA pour aborder une future reconstitution de la « grande famille US-RDA ».
Le BDIA, qui tenait son congrès les 14 et 15 novembre 2009 confirme vouloir rejoindre l’US-RDA afin de constituer un nouveau parti politique qui rassemblerai les formations issues de l’US-RDA dont le BDIA et le Parti de l’indépendance pour la démocratie et la solidarité. Ce nouveau parti, le Parti de l’indépendance du Rassemblement démocratique africain (PI-RDA), devrait se constituer fin décembre 2009.
Le 1er mai 2010, un congrès unitaire rassemblant les dirigeants de l’Union soudanaise-Rassemblement démocratique africain (US-RDA), du Bloc pour la démocratie et l'intégration africaine (BDIA), de Mali joton et de l’Union pour la démocratie citoyenne s’est réuni au Centre international de conférence de Bamako en vue de constituer un nouveau parti, l’Union malienne du Rassemblement démocratique africain et de dissoudre les partis respectifs.

## Résultats électoraux
| Année | Élection                           | Scores et observations                                                                                    |
| 1997  | Élection présidentielle            | A boycotté l’élection.                                                                                    |
| 1997  | Élections législatives             | A boycotté les élections.                                                                                 |
| 1998  | Élections communales               | A boycotté les élections.                                                                                 |
| 1999  | Élections communales               | 375 conseillers élus.                                                                                     |
| 2002  | Élection présidentielle            | A soutenu la candidature d’Amadou Toumani Touré.                                                          |
| 2002  | Élections législatives             | 3 députés (sur 147), membre de la coalition Alternance et changement (autour d’Amadou Toumani Touré)      |
| 2004  | Élections communales               | 12 maires (sur 703), 187 conseillers communaux                                                            |
| 2007  | Élection des conseillers nationaux | Pas d’élu                                                                                                 |
| 2007  | Élection présidentielle            | Membre de l’Alliance pour la démocratie et le progrès qui a soutenu la candidature d’Amadou Toumani Touré |
| 2007  | Élections législatives             | 1 député (sur 147)                                                                                        |
| 2009  | Élections communales               | 71 conseillers élus                                                                                       |